# DICE (hideの曲)
「DICE」（ダイス）は日本のアーティスト、hideのソロ3枚目のシングル。

## 概要
ソロシングルとしては、初めてhide自身が作詞を手掛けた作品。
2007年12月12日にマキシシングル化され、再発売された。
平山雄一は「1990年代最高の歌詞だ。周囲の無理解を恐れ、上手に自己表現できないことにイラつく若者の心を書き切っている」と称している。

## 収録曲
1. DICE
（作詞・作曲・編曲：hide）
2. EYES LOVE YOU [MAD TRANSLATOR MIX]
（作詞：森雪之丞 作曲：hide）
  - 寺田創一によるリミックス。
  - かつて寺田が発表したレッド・ツェッペリンのリミックスに感銘を受けたhideがオファーを出した[3]。

## クレジット

### ミュージシャン
- hide - ギター、ボーカル
- T.M.スティーヴンス - ベース (#1)
- テリー・ボジオ - ドラム (#1)
- 寺田創一 (Virgo Music) - コンパイル (#2)

### スタッフ
- hide - プロデュース
- 稲田和彦 - Co-プロデュース、シンセサイザー・プログラミング
- リッチ・ブリーン - エンジニア (#1)
- Tsuneo Tomono - エンジニア (#2)
- Akihito Goto (MCA VICTOR) - ディレクター
- HEAD WAX ORGANIZATION - マネージメント
- Yuichi Hirayama (Plan Plan) - スーパーバイザー
- YOSHIKI, TOSHI, PATA, HEATH - スペシャル・サンクス

## 収録アルバム
- HIDE YOUR FACE (#1)
- hide BEST 〜PSYCHOMMUNITY〜 (#1)
- hide SINGLES 〜Junk Story〜 (#1)
- hide PERFECT SINGLE BOX (#1, 2)
- We Love hide 〜The Best in The World〜 (#1)
- “Musical Number” 〜ROCKミュージカル ピンクスパイダー〜 (#1)
- 子 ギャル (#1)

## 参考
1. ↑  “DICE”.   Oricon. 2014年11月28日閲覧。
2. ↑  ソニー・マガジンズ刊 『WHAT's IN?』 1998年12月号「hide THE COMPLETE FILE」61Pより。
3. ↑  宝島社刊「BANDやろうぜ」1994年3月号「INTERVIEW hide」p.154より。
4. ↑  DICE 8cmシングル盤 (MVDD-14) スタッフクレジッ卜